# Can I Go Now
Can I Go Now is een nummer van de Amerikaanse zangeres en actrice Jennifer Love Hewitt uit 2003. Het is een van de twee singles van haar vierde studioalbum BareNaked, naast het titelnummer van het album.
Het nummer is mede geschreven en geproduceerd door Meredith Brooks, die in 1997 een hit scoorde met Bitch. "Can I Go Now" flopte in Amerika, maar werd wel een hit in Australië en het Nederlandse taalgebied. Het nummer haalde de 8e in de Nederlandse Top 40, en de 20e positie in de Vlaamse Ultratop 50.